# Fontana EPK 2012, Maribor
Fontana »EPK 2012« je fontana v Mariboru, ki so jo postavili ob koncu leta 2012 in v čast zaključku projekta Evropska prestolnica kulture (EPK). Umeščena je na sredinski otok krožišča Titove ceste in Ulice heroja Bračiča. Na fontani je toliko šob, kot je članic držav Evropske unije.
Zasnovo za fontano je izdelala Fakulteta za gradbeništvo Univerze v Mariboru pod vodstvom Uroša Lobnika. Strokovna komisija je izbrala idejno zasnovo študentke drugega letnika druge stopnje študijskega programa arhitektura, Ines Štefanec, ki je narisala fontano v obliki tlorisa Mestne občine Maribor.
Fontana je zasnovana tako, da iz nje rastejo štirje monoliti, ki so Pohorje, Kozjak, Slovenske Gorice in Boč. Bazen simbolizira uvrstitev Maribora v zeleno naravno podobo. Podstavek fontane s kovinskim trakom je namenjen vpisu vseh dosedanjih mest, ki so si lastila naziv Evropska prestolnica kulture. Napis Maribor je postavljen tako, da je orientiran na osi obeh ulic. Uporaba betona z drobljenim pohorskim tonalitom simbolizira lokalni material.

## Vir
- Pivka, Jurij. Maribor. Založba Roman, Miklavž ob Dravskem polju, 2017.